# Петренко Михайло Васильович
Миха́йло Васи́льович Петре́нко (5 березня 1925, с. Воля, Київська область, УРСР, СРСР — ?) — радянський український звукооператор.

## Біографія
Народився 5 березня 1925 року у селі Воля Київської області.
У 1956 році закінчив електроакустичний факультет Київського політехнічного інституту.
Працював інженером і керівником цеху звукотехніки Бакинської кіностудії (нині «Азербайджанфільм»), старшим інженером Бакинського комітету радіомовлення, начальником цеху звукотехніки.
З 1969 року — звукооператор кіностудії «Київнаукфільм». 
Нагороджений медалями. Був членом Національної спілки кінематографістів України.

## Фільмографія
Оформив стрічки:
- «…І річка Тетерів»
- «Завжди в дорозі»
- «Не кашою єдиною» (1967)
- «Подарунок» (1968, мультфільм)
- «Монтаж конденсатора»
- «Підводні спостереження за роботою трала» (1968)
- «Радянські фотоапарати»
- «Телевізор „Темп-8“»
- «Яким бути селу»
- «Природа СРСР» (1969)
- «Як козак щастя шукав» (1969, мультфільм)
- «Партквиток №1»
- «Індійські йоги, хто вони?» (1970)
- «Крокодили як крокодили»
- «По столицях Марокко»
- «Комбайн СК-5» (1971)
- «День восьмий, або перший урок мислення» (1971, мультфільм)
- «Вася і динозавр» (1971, мультфільм)
- «Зубна билиця» (1972, мультфільм)
- «Промінь, зв'язаний у вузол» (1972)
- «Плазмено-дуговий переплав» (1973)
- «Плазмена наплавка» (1974)
- «Так тримати!» (1975, мультфільм)
- «Виходжу на сонце»
- «На шляхах України» (1975)
- «Індія відбивається у Гангу»
- «„ТУР“ підвищує врожай» (1975)
- «Скульптор Василь Бородай»
- «Підводні ферми»
- «Вибух, який творить» (1976)
- «Тато, мама і золота рибка» (1976, мультфільм)
- «Туризм на Україні» (1977)
- «Успіх справи вирішують кадри» (1978)
- «Доменне виробництво» (1979)
- «На шляху до роботів»
- «Газові лазери» (1980)
- «Знай і вмій»
- «Слава над Славутичем» (1981)
- «З життя олівців» (1988, мультфільм) та ін.